# Магістральна (зупинний пункт)
Магістра́льна — пасажирський залізничний зупинний пункт Полтавської дирекції Південної залізниці на електрифікованій лінії Полтава-Південна — Берестин між станціями Селещина (21 км) та Карлівка (4 км). Розташований на заході міста Карлівка Полтавського району Полтавської області. 

## Пасажирський
На платформі Магістральна зупиняються приміські електропоїзди сполученням Полтава-Південна — Лозова.